# Tulsa Athletic
Tulsa Athletic, é uma agremiação esportiva da cidade de Tulsa, Oklahoma. Atualmente disputa a National Premier Soccer League. O Tulsa manda seus jogos no Athletics Stadium, antiga casa do Tulsa Drillers, time de baseball do Double-A, da Liga menor de beisebol.

## História
O clube estreiou na temporada 2013 da NPSL. O primeiro jogo oficial do Tulsa Athletic foi contra o Liverpool Warriors no dia 18 de maio de 2013. Na sua temporada de estreia foi eliminado nos playoffs para o Chattanooga FC. No ano seguinte novamente é eliminado pelo Chattanooga FC. Em 2015 a equipe não chega aos playoffs. Em 2016 é eliminado nos playoffs pelo Houston Dutch Lions.

## Clássicos

### Red River Cup
O Red River Cup foi um clássico entre o Tulsa Athletic, Fort Worth Vaqueros FC, Liverpool Warriors e Oklahoma City FC. Os clássicos nos Estados Unidos tem formato de copa e o maior vencedor do clássico do ano recebe uma taça. Por essa razão mesmo tendo mais de duas equipes é considerado clássico. Foi disputado apenas em 2014, visto que o Oklahoma City FC deixou de existir.